# Contax

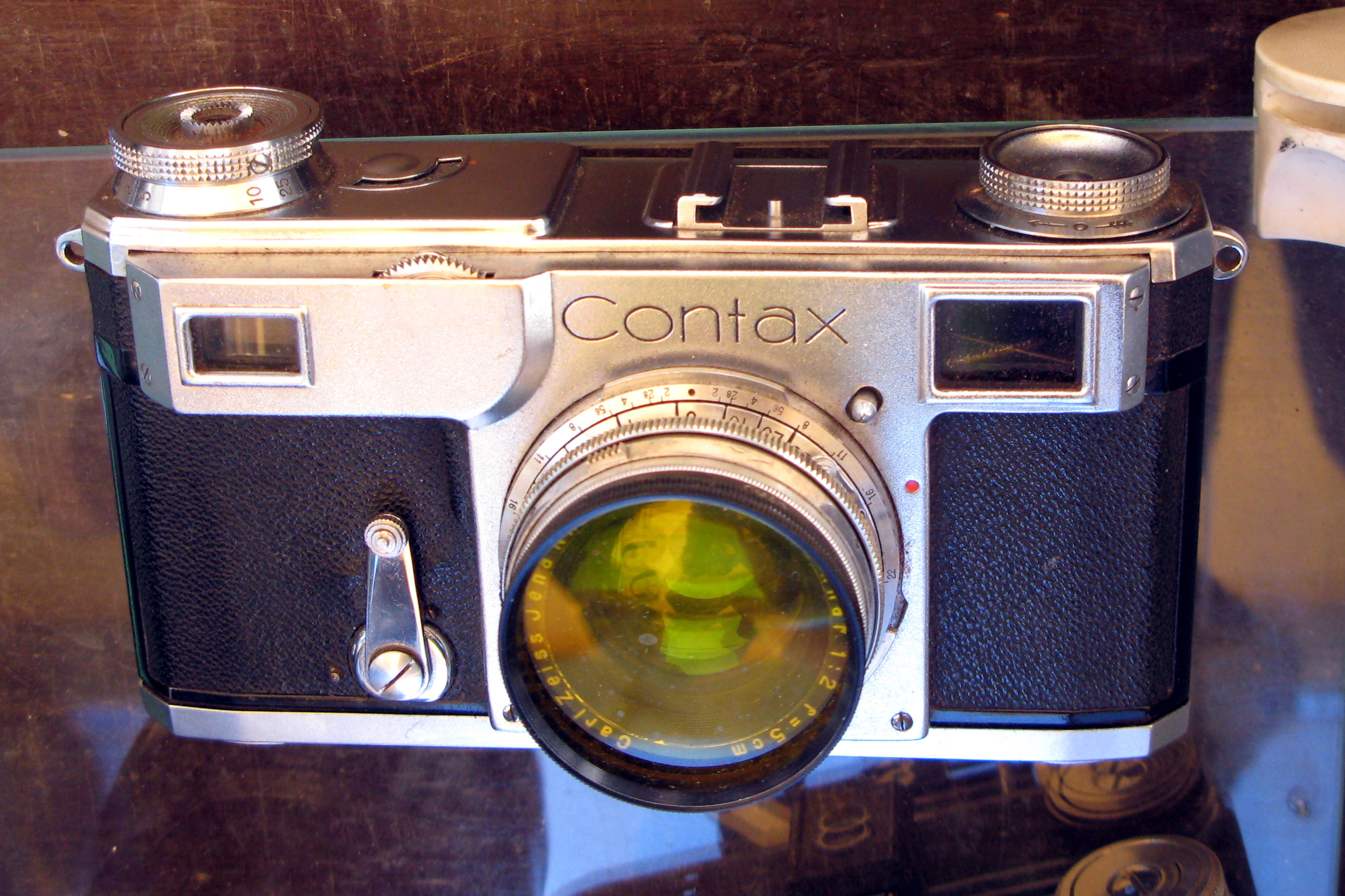
Contax II, 1936

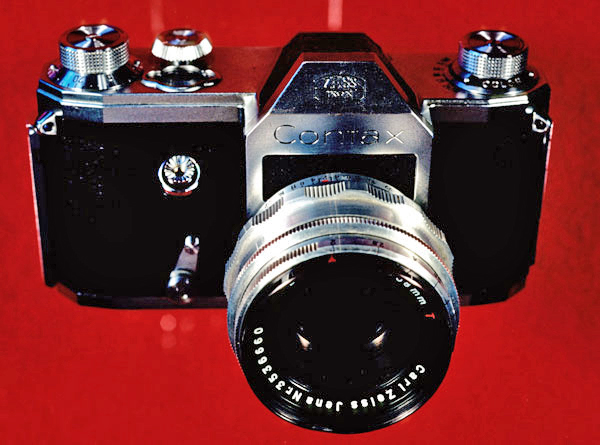
Una històrica càmera a l'Alemanya de l'est Contax S de 1949

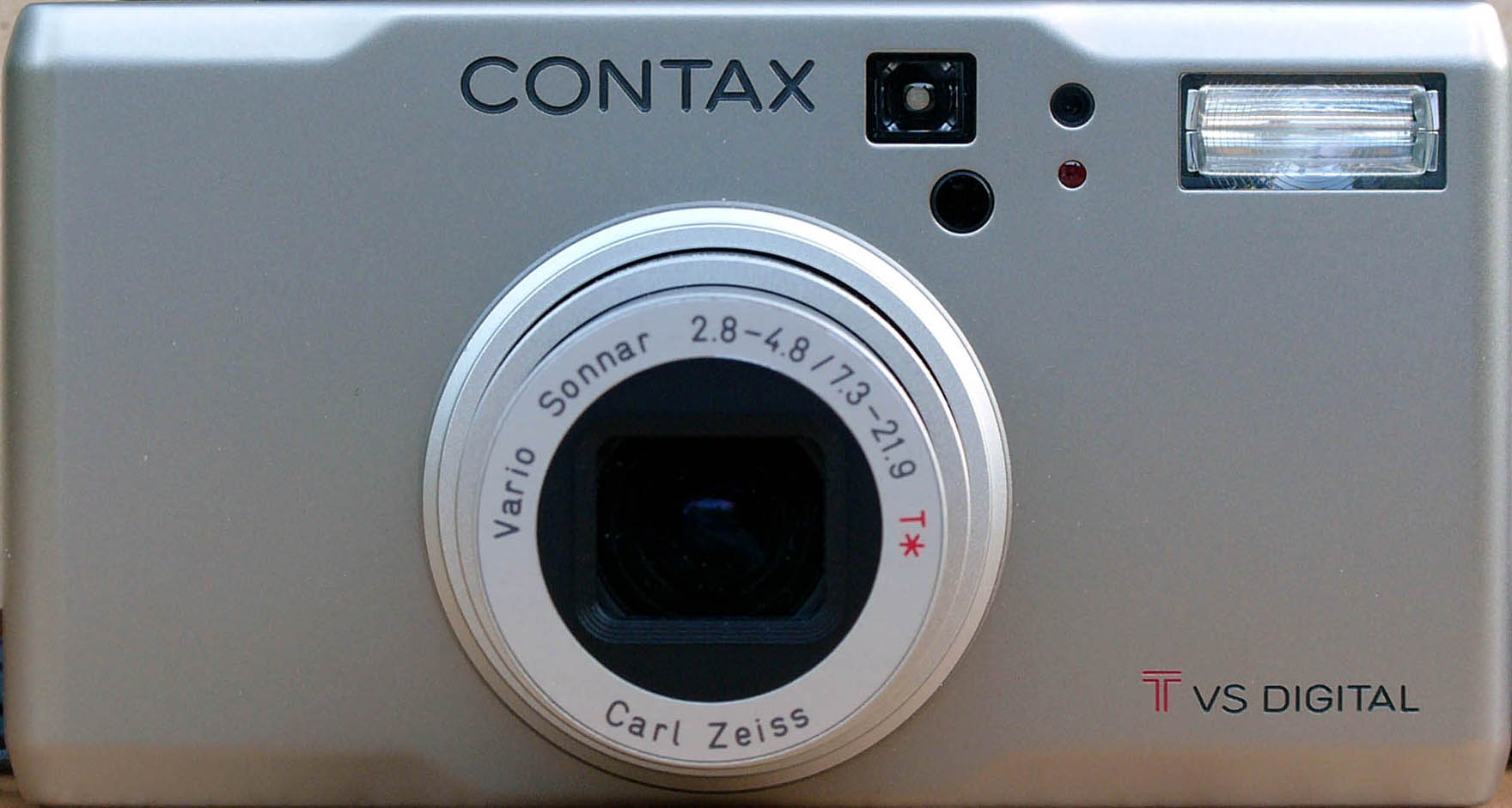
Contax TVS Digital amb Zeiss Vario-Sonnar 2.8–4.8 – l'última càmera de la marca CONTAX

La marca Contax (de vegades estilitzada com CONTAX) va començar com un model de càmera de la línia Zeiss Ikon el 1932, i més tard es va convertir en un nom de marca propia. Les primeres càmeres estaven entre les millors del món, generalment amb lents intercanviables Zeiss d'alta qualitat. Els productes finals sota el nom de Contax seguien una línia de 35 mm, format mitjà i càmeres digitals dissenyades i fabricades per Kyocera i amb òptica Zeiss més moderna. El 2005, Kyocera va anunciar que ja no produiria càmeres Contax.

## Història
Mentre que l'empresa d'Ernst Leitz de Wetzlar va establir el format negatiu de 24 mm × 36 mm en una pel·lícula de pel·lícula perforada de 35 mm com a sistema fotogràfic viable, Zeiss Ikon de Dresden va decidir fabricar un competidor dissenyat per ser superior en tots els sentits. El nom de Contax va ser triat després d'una enquesta entre els empleats de Zeiss. Dr. Ing. Heinz Küppenbender va ser el seu principal dissenyador.
Fet entre 1932 i 1936, el Contax original, conegut com a Contax I després de models posteriors, va ser marcadament diferent de la corresponent Leica. Utilitzant un cos d'aliatge a força de fosa a pressió, hi havia un obturador metàl·lic de desplaçament vertical que recordava el que s'utilitzava en les càmeres Contessa-Nettel, fabricades amb llistons de llautó ennegrits entrellaçats, com si fos una porta de garatge. Aquest obturador complex es va convertir en la característica de la càmera Contax i la seva derivada Super-Nettel. Per contra, la competitiva Leica va seguir el disseny establert d'utilitzar cortines d'obturador de tela de goma enrotllades al voltant dels rodets, movent-se horitzontalment. El disseny de Contax va permetre una velocitat màxima de l'obturador màxima: la velocitat màxima era 1 / 1000s, i va augmentar a 1/1250 en el Contax II. El fet que l'obturador funcionés a través de la dimensió més curta de l'àrea de format era un factor important per aconseguir aquesta fita tècnica. Les llistons d'enclavament estaven alineades per cintes de seda especialment teixides, que eren molt fortes però subjectes al desgast. Substitució d'aquestes cintes era difícil però, contràriament a les càmeres modernes, es feia una vida de 400.000 cicles. Zeiss també va inventar la càmera del sistema, amb tot tipus de lents de llarga distància focal per a situacions específiques, amb tot tipus de miralls de prop, de gran angular, d'amplada angular. No obstant això Zeiss ho va cridar Universalkamera. Una de les característiques clau del disseny era un separador de rang couplat amb una línia de base molt llarga, amb un ocular propi al costat del visor. Per augmentar la precisió, es va utilitzar un nou sistema de falca rotativa en lloc del mecanisme de mirall commovedor comú. Altres característiques principals inclouen la unitat d'enfocament integrada en el cos de la càmera per utilitzar-la amb una lent estàndard, una part posterior extraïble, una perilla de velocitat de l'obturador integrada amb un mànec de vents filmats situat a la part frontal del cos de la càmera i un acabat amb esmalt negre.
El jove dissenyador de lents Ludwig Bertele, anteriorment d'Ernemann, es va encarregar de dissenyar les lents. El major avantatge de les lents Zeiss va ser el reduït nombre de superfícies d'aire a vidre en els dissenys de Bertele. En els anys anteriors es practicava generalment el revestiment de lents, això tenia avantatges per al contrast i la resistència a la bengala de la lent. Zeiss també va ser pioner en el revestiment de vidre, i abans de la guerra es van oferir lents recobertes. Després del revestiment de lents es va convertir en la publicació universal WW2, els dissenyadors van rebre més llibertat en l'ús de superfícies extra d'aire a vidre per corregir les aberracions de la lent, sense por als efectes negatius de les reflexions superficials.
El 1936 es van introduir els models Contax II i III; l'única diferència entre ells era el comptador d'exposició integral en aquest últim model. Van introduir l'ocular combinat tant per al visor com per al ranger, la velocitat de l'obturador i el mànec de vent de la pel·lícula col·locats a la placa superior, la velocitat més ràpida de l'obturador a 1/1250 s. i acabat en cromat. Es van fer molt populars entre els fotògrafs professionals, especialment periodistes fotogràfics que van exigir lents d'obertura d'alt rendiment per a treballs de llum disponible i un cavall de treball. L'obturador vertical tenia dues variacions de velocitat, escletxa i una ruptura que va tornar a ser un Zeiss primer.
Després de la Segona Guerra Mundial, es van produir algunes càmeres Contax a la fàbrica original de Dresden, i algunes van ser reunides a les obres òptiques de Carl Zeiss a Jena, abans que la producció fos transferida a Kíev a Ucraïna. Durant els anys de guerra, el dissenyador principal, Hubert Nerwin, va tractar de convertir el Contax en una càmera reflexiu d'una sola lent, però es va veure obstaculitzat per la presència del rodet superior de l'obturador vertical del pla focal. El cap de disseny de la postguerra Wilhelm Winzenberg va començar amb una pissarra neta, que es va convertir en el Contax S (Spiegelreflex), tot i que la "S" no estava marcada a la càmera.
Es pot dir que el Contax S és la càmera que va definir la configuració de la moderna càmera SLR de 35 mm. No només va introduir el muntatge de lents M42 que es va convertir en un estàndard de la indústria, sinó que també estava equipat amb un obturador de pla focal horitzontal i també va eliminar una gran objecció contra la càmera reflexiu oferint una imatge de visualització sense mirar a l'ull mitjançant l'ús un pentaprisme. Introduït el 1949, el S va ser seguit de nombrosos models incloent D, E, F, FB, FM i FBM. Durant aquest període, VEB Zeiss Ikon, a mesura que es va donar a conèixer la companyia, va estar gradualment sota la pressió del nou Zeiss Ikon AG a la zona nord-americana, de manera que els noms i marques originals de Zeiss Ikon i Contax van desaparèixer gradualment i van ser substituïts pel nou nom de Pentacon, que mai no va sorprendre. Finalment, aquesta línia de càmera va ser abandonada.
Mentrestant, a la zona nord-americana, les tres principals preocupacions de Zeiss: Carl Zeiss Stiftung (Fundació Carl Zeiss), Carl Zeiss optical, i Zeiss Ikon - van ser restablides. Amb Hubert Nerwin a càrrec de cap de disseny, Zeiss Ikon va produir els models Contax, la IIa i la IIIa, bastant revisats, en una nova planta de Stuttgart, i es van fer fins a 1962.
Amb l'aparició de la indústria japonesa de les càmeres, principalment una conseqüència de la pressió dels Estats Units sobre Zeiss d'Alemanya Occidental per deixar de col·laborar amb el Zeiss oriental-alemany, i també la manca de matèries primeres que l'anterior era durador, es va veure obligat a formar una aliança amb un fabricant japonès. Asahi, fabricant de Pentax, es va dedicar primer; i va arribar fins a Zeiss dissenyant una muntura de lents comuna, que va ser un desviament de l'adopció de la muntanya M42 de l'est d'Alemanya per Pentax, que va ser nomenada durant molts anys com la Muntanya Pentax per evitar l'acreditació del bloc oriental. Pentax K-mount després que les dues companyies es van separar de l'empresa. Aleshores es va formar una aliança amb Yashica i va néixer una nova línia de càmeres reflex de la lent única de Contax, a partir de l'RTS de 1975. Es van seguir nombrosos models, que també van incloure compactes, càmeres reflexes de format mitjà i càmeres digitals.
Rival Leica en els anys 1970 i 1980 va utilitzar lents d'angle ampli dissenyades per l'oest alemany Zeiss per a les seves pròpies càmeres. El Hologon de 15 mm era la primera lent super-ampla en un Leica, i el reflex Leica tenia accés a la lent de 15 mm Distagon com a part del rang subministrat per Leitz.
Kyocera es va fer càrrec de Yashica el 1983 i va continuar fabricant productes sota les marques Yashica i Contax. A mitjans dels anys noranta va arribar el seu Contax G1 amb unes lents excel·lents i una mica més tard el G2, totalment manual o automàtic, la primera lent de zoom a una càmera de RF, lents de 16 mm a 90 mm. Tanmateix, el 2002, els productes de la càmera cinematogràfica de l'empresa estaven disminuint en les vendes i els seus productes digitals més nous de la càmera no van aconseguir incursions greus al mercat digital-fotogràfic. El 2005, Kyocera va suspendre tota la fabricació d'equips fotogràfics, incloent la marca Contax el 2005, i va acabar tancant la història de Contax.

## Models de marques de visió originals
A diferència de la Leica contemporània que va evolucionar des del seu concepte original fins a convertir-se en un sistema fotogràfic, el Contax es va dissenyar com el cor d'un sistema fotogràfic des del principi. Una màquina amb molta enginyeria de gran complexitat, era l'aparador de Zeiss Ikon de la tecnologia que posseïa.
El Contax tenia sis variants identificables, però fonamentalment idèntiques; tots els aspectes van ser dissenyats per ser millors que els Leica. Per exemple, la part posterior desmuntable era per a una càrrega i recarrega més ràpida, el muntatge de la bayoneta estava dissenyat per a la intercanviabilitat de les lents ràpides, el rang de distància de base llarga era per a un enfocament més precís amb lents d'obertura grans, i l'obturador de metall vertical no només donava un màxim ràpid velocitat, però també va desterrar el problema de les persianes que cremaven.
Tanmateix, el seu funcionament era un sabor adquirit, que explica els successors més convencionals, els models Contax II i III. No només va ser la combinació de marcatge ràpid de l'obturador i el mànec d'avanç de la pel·lícula col·locat en la posició més convencional, sinó que va ser molt més fàcil i ràpid d'operar. El visor combinat i el ranger no van ser el primer en el mercat, però va ser el primer en una càmera del sistema que va oferir avantatges operacionals significatius, un avantatge davant la Leica fins a la Leica M3 de 1954.
Des que el Contax es va produir a les obres de Dresden abans de la guerra, la nova firma Zeiss Ikon de Stuttgart no tenia eines per reiniciar la producció. Els models Contax IIa i IIIa resultants, tot i compartir moltes similituds amb els avantpassats, també van mostrar una significativa simplificació i reducció de costos mitjançant l'ús de materials més barats, a causa de la manca de recursos. Tanmateix, aquestes simplificacions també eren en gran manera responsables de fer-les una mica més fiables.
Dissenyats per mantenir la compatibilitat amb versions anteriors, els IIa i IIIa (introduïts en 1950 i 1951 respectivament) van utilitzar el mateix muntatge de lents que els models de preguerra, però a causa de la càmera fosca més petita dins de la gola, el Biogon pre-guerra 35 / 2.8 d'ample, No es pot ajustar la lent d'angle.

## IIa I IIIa
El model Zeiss Ikon Model 563/24 va ser un redisseny complet de les anteriors càmeres II / III, i va ser venut per Zeiss Ikon des de 1950 fins a 1961. Van quedar les enganxoses tirants de sutura; en el seu lloc hi havia corretges de niló; s'ha afegit una sincronització de flaix; i la mida i el pes del cos es van reduir. Les persianes encara estaven garantides per 400.000 cicles. Es va mantenir el mateix suport intern / extern de la baioneta. Aquesta línia era una gira d'enginyeria i fabricació de força, i és considerada per molts com la millor càmera mai fabricada {ZeissIkonRolleiRepair.com}. Igual que amb el II i III, la IIa era la càmera base, i la IIIa tenia un mesclador d'exposició afegit a la part superior de la càmera. Els lammels de l'obturador es van canviar a duraluminium, més lleugers i més ràpids per començar i aturar; tanmateix, eren més gruixuts. L'antic Biogon no s'adapta, de manera que es va dissenyar un nou, juntament amb el nou Biogon 21 mm f 4, va donar noves perspectives a la fotografia de gran angular.
Es van realitzar dues variacions bàsiques de la IIa / IIIa: les anomenades càmeres "marcatge negre" i "marcatge a color". Les càmeres de marcatge negre utilitzen un cordó especial de sincronització de flaix per a bombetes (1361) o flaix de llum (1365). En les càmeres de marcatge de color es va eliminar l'habilitat d'utilitzar les bombetes flash; s'ha afegit un connector P / C, i la sincronització estroboscòpica era l'única opció. On les Leicas del dia només tenien una sincronització de flaix electrònic a 1/25 de velocitat de l'obturador, el Contax IIa / IIIa es va sincronitzar a 1/50 i totes les velocitats més lentes. A més, amb l'ajustament del flaix de 1365 que s'utilitza amb la càmera de marcatge negre, l'usuari pot ajustar el flaix a l'obturador individual i, en realitat, sincronitzar l'estrofa a la 1/100 d'una segona configuració. En aquest moment, aquest tipus de velocitat de l'obturador amb un estroboscòpic era desconegut, i va ser una gran fita tecnològica. A les càmeres de marcatge de colors posteriors, el marcatge 1/50 del marcatge ràpid de l'obturador es va pintar de color cromat groc, mentre que les velocitats de T, B, 1, 2, 5, 10 i 25 eren negres i 100, 250, 500, i 1250 de color vermell.
El Contax IIa / IIIa va deixar de produir-se el 1960 i va ser retirat del catàleg de l'empresa el 1961, substituït pel Contarex SLR. Ed Shoenecker, el propietari de la càmera d'Hollywood a Portland Oregon, de 1947 a l'actualitat, i un distribuïdor de Zeiss, ho va descriure així: "No podíem mantenir els cossos Contax i les lents en el prestatge, la gent comprava tot el que podien permetre's, i posant les coses que no podien permetre's en el descans. Després va sortir el nou catàleg, i el Contax ja no tenia cap explicació. Estàvem en estat de sorpresa. La càmera que la va reemplaçar (el Contarex SLR) era una bona càmera, però va costar molts més diners, mai no va fer entrar al mercat el contax, i vam haver de deixar de portar el Contarex perquè eren massa diners ".
Hi ha una demanda de bons exemples de treballs de la IIa / IIIa per part de col·lectors i usuaris. Com a càmeres d'usuari, són molt versàtils, compactes, fàcils de manejar i ofereixen molts anys de servei sense problemes. La gamma de lents realitzades durant el llarg període en què es va usar el muntatge de la lent, afegeix a la utilitat d'aquest disseny.

## Models de la Dresden-built SLR
La pèrdua de les eines de producció de Contax a les fàbriques de Dresden va ser una benedicció, ja que va impedir l'ús de les eines i peces existents. El nou cap de disseny, Wilhelm Winzenberg, no va estar involucrat al costat de la càmera de Zeiss-Ikon, això també va permetre desenvolupar un nou disseny de Contax, per seguir el pla de guerra de Hubert Nerwin per fer una càmera SLR de Contax.
Atès que l'obturador tradicional Contax, de direcció vertical, requereix un espai considerable tant per sobre com per sota de la porta de la pel·lícula per als rodets de tambor, el corró superior ocupa l'espai crític necessari per al mecanisme de la carcassa del reflex, fent-lo dimensionalment impossible d'usar per a una càmera SLR satisfactòria . Winzenberg va resoldre el problema mitjançant l'ús d'un obturador de pla focal totalment horitzontal completament nou, permetent espai per a l'habitatge reflexiu.
Mentre que la càmera SLR de 35 mm ja havia aparegut abans de la guerra, el seu principal desavantatge era el cercador a la cintura que donava una imatge invertida lateralment, eliminant la immediatesa entre el fotògraf i el seu subjecte. En el reflex de Contax, anomenat Contax S, es va situar un pentaprisme just a sobre de la pantalla de focus, que oferia una visió del visor sense mirar cap a l'ull. Aquest gran avantatge tècnic va ser fonamental per establir la SLR de 35 mm com a càmera definitiva per a les dècades que van seguir.
Atès que seria desitjable un muntatge de la lent més gran, el Contax S va adoptar un muntatge de cargol d'especificació M42X1mm, que es convertiria en el estàndard de facto de la indústria.
Quan es va introduir el 1949, el Contax S no estava marcat com a tal, només "Contax", però l'augment de la pressió de la nova companyia Zeiss Ikon a Stuttgart va induir a Zeiss Ikon a abandonar progressivament l'ús de la marca i els noms establerts. El següent model, conegut com a "Contax D", va aparèixer per primera vegada amb un petit "D" marcat sota el logotip de Zeiss Ikon per significar la seva font com Dresden, però això no era prou bo: en alguns mercats es va vendre com "Pentacon", un nom ideat per "Pentaprism" i "Contax". El nom "Pentax" s'havia pensat abans, però, com amb la capitulació alemanya el 1945, totes les patents i marques alemanyes van ser declarades nul·les, els japonesos la van confiscar i la van registrar. També es van fabricar models posteriors utilitzant plànols de Contax i Pentacon, els primers estaven destinats a mercats on Zeiss Ikon Dresden encara tenia els drets del seu nom. Finalment, la companyia va passar a formar el conglomerat Pentacon VEB (que incloïa empreses com Meyer-Optik Görlitz, Ihagee Dresden i KW, entre d'altres) que iniciarien la llarga línia de càmeres Praktica, d'alta qualitat però assequibles, d'acord amb el Ideal comunista. En total, s'han construït 22 models de Contax / Pentacon a Dresden.

## Models de la Yashica/Kyocera-built

### 35 mm SLR models
El nom de Contax es va ressuscitar el 1975 (oficialment va ser anomenat 'CONTAX' per Yashica / Kyocera, en comptes de 'Contax') després de la producció de les càmeres de telecomunicacions Contax acabava a Stuttgart més d'una dècada abans. Igual que el primer intent de forjar una aliança amb Pentax, Zeiss va dissenyar una nova muntura de lents comuns, coneguda com a muntatge de Contax / Yashica (C / Y) per utilitzar-se en càmeres amb les dues marques. El primer model, el RTS (curtmetratge "Real Time System"), va ser dissenyat pel Prof. Dr. Katsuiko Sugaya, dissenyat per l'estudi Porsche Design i fabricat per Yashica com el Top Secret Project 130. amb un ús integral de l'electrònica, va ser el començament de la nova línia Contax de càmeres SLR que va portar 13 models diferents, a excepció de la S2 i S2b (nomenada després de la càmera original de Dresden) que era totalment mecànica. El següent és un breu resum dels principals models:
| Model      | Any                                                        | Característiques principals                                                                                       |
| ---------- | ---------------------------------------------------------- | --- |
| RTS        | 1974                                                       | SLR de qualitat professional amb fix pentaprism i finestró controlat electrònicament                              |
| 139 Q      | 1979                                                       | Obturador Prioritat, TTL i flaix de TTL metering, X-synch 1/100                                                   |
| 137 MD     | 1980                                                       | aperture Prioritat, transport de pel·lícula del motor (2-3 marc/s)                                                |
| II de RTS  | 1982                                                       | Flaix de TTL metering, finestró de titani                                                                         |
| 137 MA     | 1981                                                       | Obturador Prioritat i modes manuals                                                                               |
| 159 MM     | 1984                                                       | Programa i obturador amb modes de prioritat, 1/4000 sec, X-sync 1/250 sec, va millorar el mode de baioneta del MM |
| 167 MT     | 1986                                                       | Programa, obturador de prioritat, i modes manuals, taca metering, AE permanent-pany, parentetització automàtica   |
| III de RTS | 1990                                                       | pre-flaix marca TTL, ceràmic vacuum plat de pressió de la pel·lícula, 100% visionat de la mirilla                 |
| 1992       | 1/6000 sec, X-synch 1/200, centre weighted o taca metering | |
| S2         | 1992                                                       | 1/4000 sec finestró mecànic, taca metering, cap flaix de TTL metering                                             |
| S2b        | 1994                                                       | 1/4000 sec finestró mecànic, centre weighted metering, cap flaix de TTL metering                                  |
| RX         | 1994                                                       | El focus assisteix sistema                                                                                        |
| AX         | 1996                                                       | autofocus Amb avió de pel·lícula emotiva                                                                          |
| Aria       | 1998                                                       | Matricial metering                                                                                                |
| II de RX   | 2002                                                       | Versió més senzilla del RX (sense assistència de focus)                                                           |

També es van fer alguns models especials, per exemple:
- Contax RTS Fundus - generalment marcat com a "Metge / Científic" a la placa base, compta amb un protector alt de 3 mm al voltant de l'obertura de l'obturador i un botó de bloqueig a la placa frontal per al marcatge ràpid de l'obturador. Diverses d'aquestes també tenien amortidors mirall millorats; la majoria de les càmeres RTS Fundus es van vendre per a ús en laboratori, especialment amb equips oftàlmics Zeiss.
- Contax Preview: un cos sense mesura amb l'obturador mecànic del Yashica FX-3, un Polaroid Back i un Cercador d'angle recte per corregir la imatge invertida.
- Contax CGCM: un 137MD severament desposseït utilitzat per l'exèrcit suec i per a la gravació d'imatges d'oscil loscopis i pantalles similars.
- Contax Preview II: una obertura mecànica millorada i més ràpida que la Vista prèvia; va utilitzar l'obturador que es troba a la S2 / S2b.

Informació addicional:
- Contax AX: tenia un sistema d'autofocus únic que funcionava amb lents d'enfocament manual movent el plànol de pel·lícula a l'interior de la càmera. Un avantatge secundari d'aquest arranjament és que permetia que l'AX tingués un mode macro que funcionava molt semblant a un tub d'extensió de 10 mm incorporat, que permetia una relació d'ampliació superior a 1: 1 sense l'ús de manxes o tubs d'extensió. Mitjançant l'ús d'un adaptador especial fabricat per Kyocera, les lents de la sèrie V de Hasselblad també es podrien utilitzar a totes les càmeres de muntatge Contax C / Y. D'aquesta manera, els usuaris podrien realitzar enfocament automàtic de les lents Hasselblad V-series amb AX.
- El S2 i el S2b es van dissenyar deliberadament sense automatització d'exposició, i només es requeria una bateria per al sistema de mesurament de llum. El S2 tenia un mesurador de punts, i era popular entre alguns fotògrafs del Sistema de Zona, mentre que el S2b tenia un metre de centre de peses que alguns fotoperiodistes preferien.

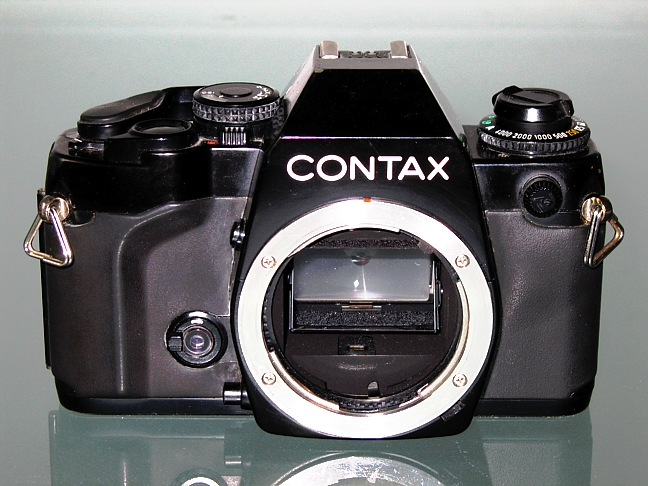
Contax 159MM body
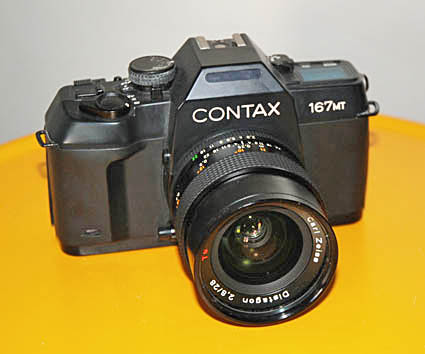
Contax 167MT with Distagon T* f2,8 28 mm
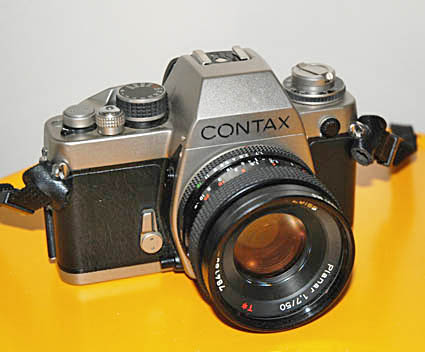
Contax S2 with Planar T* f1,7 50 mm
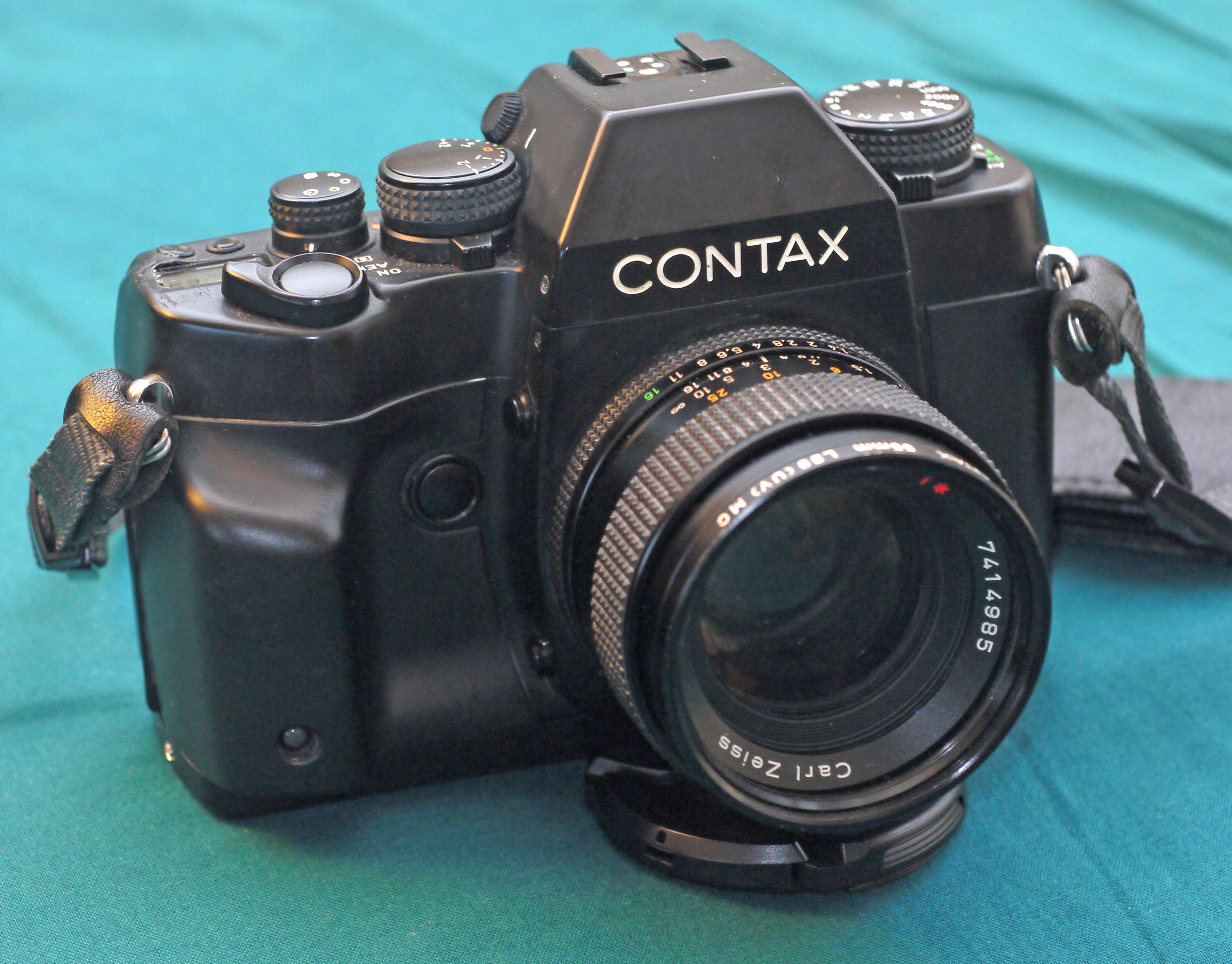
Contax RX with Planar T* f1,4 50 mm

### Sèrie de G

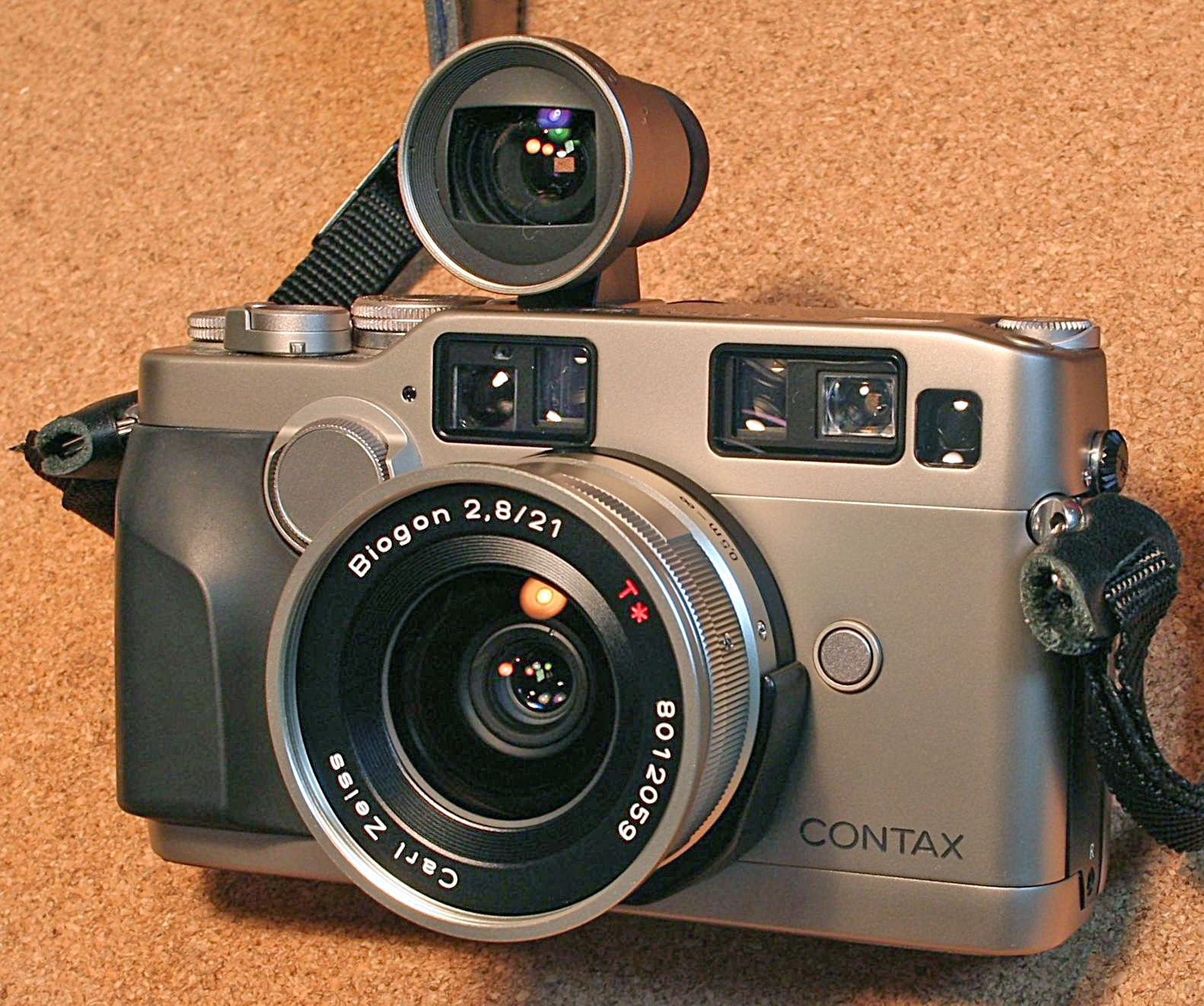
Contax G2 with Biogon T* f2,8 21 mm

La sèrie G era un sistema únic de 35 megapíxeles amb lents intercanviables. En comptes de mostrar un parche de focus de distàncies típic i brillants, el primer G1 tenia un visor de zoom amb una llum de confirmació de focus activada pel sistema d'enfocament automàtic si es requeria un enfocament manual. El sistema AF real, a diferència d'AF per a càmeres SLR, va utilitzar un aparell de finestres de dues finestres, però la determinació de l'alineació era electrònica.
El G2 era el segon cos de la càmera de la sèrie i es visualitzava la distància d'enfocament manual directament en un visor LCD. El G2 es considerava generalment més resistent i controlable que el primer G1. Una altra millora respecte al G1 va ser el seu visor complet de correcció de paralaje. Es va produir una carrera d'edició limitada de cossos i lents negres G2, diferent de l'acabat estàndard de titani que es va trobar en els originals G1 i G2.
Les lents van utilitzar fórmules òptiques que Zeiss no utilitza sovint, que s'havia especialitzat en lents fotogràfiques SLR durant moltes dècades abans de la sèrie G. (Aquestes fórmules semblen repetir-se a les càmeres de campanyes de muntatge Zeiss Ikon posteriors). La sèrie G també va tenir l'únic zoom real disponible per a un sistema de telèmetre de distàncies, fet possible gràcies a l'acoblament electrònic del visor de la càmera i la lent.

### Càmares compactes T-series
Kyocera Introduït una sèrie d'altament exitós T-sèries càmeres compactes, oferint Zeiss-dissenyat lenses quin va apel·lar als fotògrafs que desitgen òptica de qualitat alta en una forma compacta.

Van ser introduïts entre 1984 i 2002, tenen lents Carl Zeiss Sonnar T * i un cos de titani. La T, T2 i T3 utilitzen una pel·lícula de 35 mm i tenen una lent de 35 mm d'angle fix. T-VS, T-VS II i T-VS III també utilitzen pel·lícula de 35 mm però tenen una lent de 28-56 mm. El Tix utilitza la pel·lícula APS i té una lent de 28 mm d'angle fix.

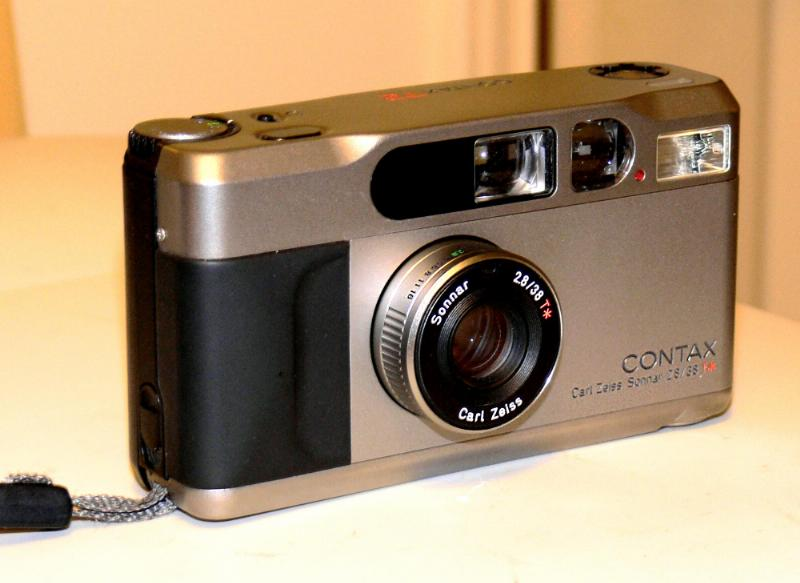
Contax T2, silver titanium finish
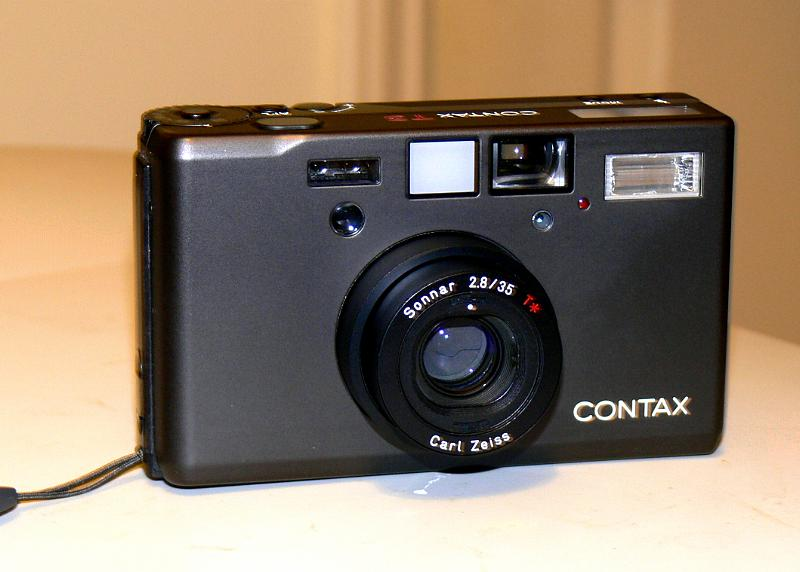
Contax T3, black titanium finish

### Càmeres digitals compactes
- Contax T-VS digital, la versió digital de T-VS III amb un sensor CCD de Carl Zeiss Vario Sonnar Tchet 2,8-4,8 / 7,3-21,9 mm i 5 megapíxels
- Contax i4R, el compacte més compacte de Contax
- Contax U4R i més tard SL300R Tchet, càmeres compactes amb un zoom Carl Zeiss Vario Tessar i una pantalla giratòria. Tot i que és molt compacte i senzill d'utilitzar, el SL300RT va tenir alguns paràmetres manuals que inclouen la mesura i el bloqueig d'enfocament

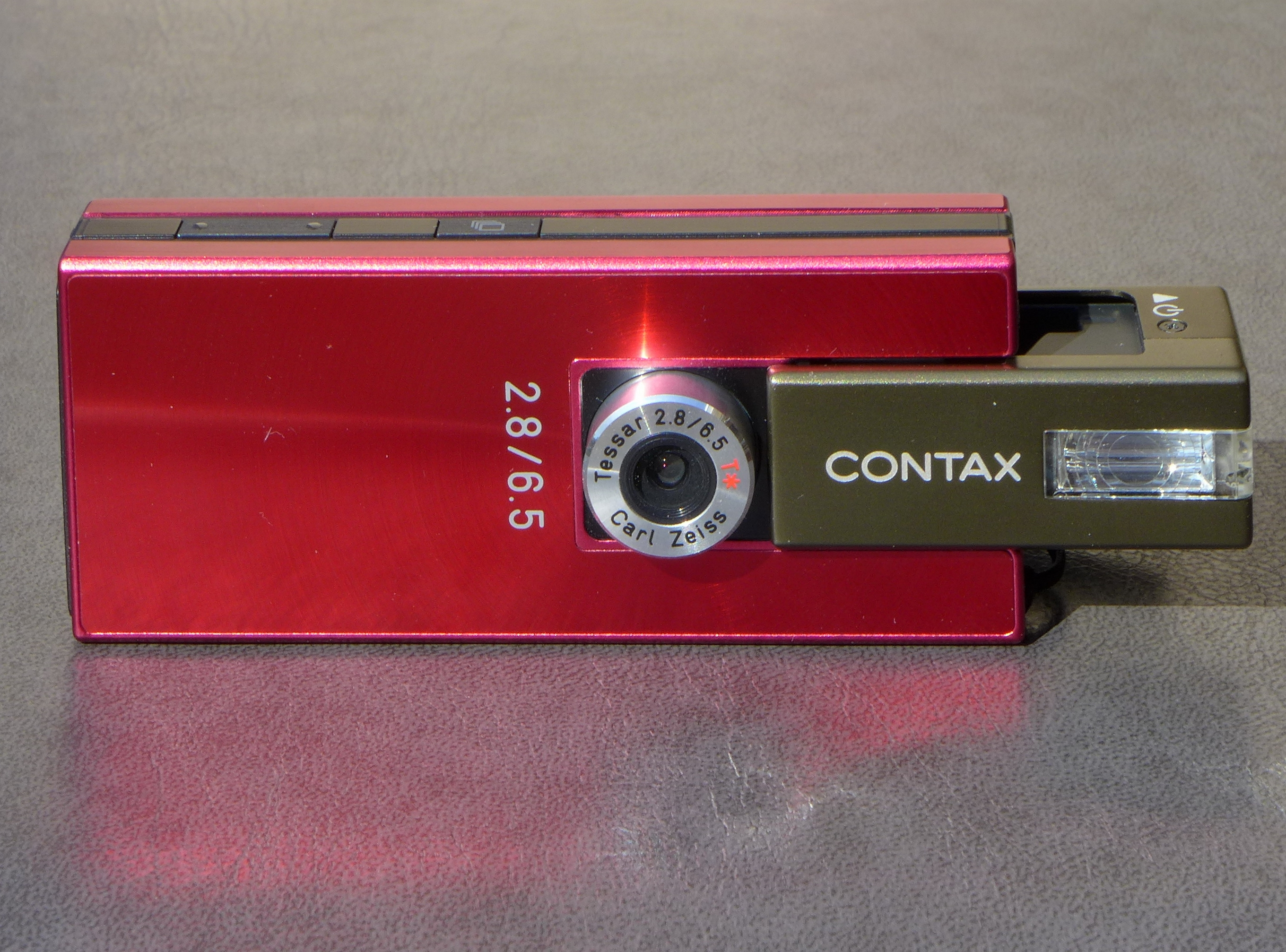
Contax i4R red version
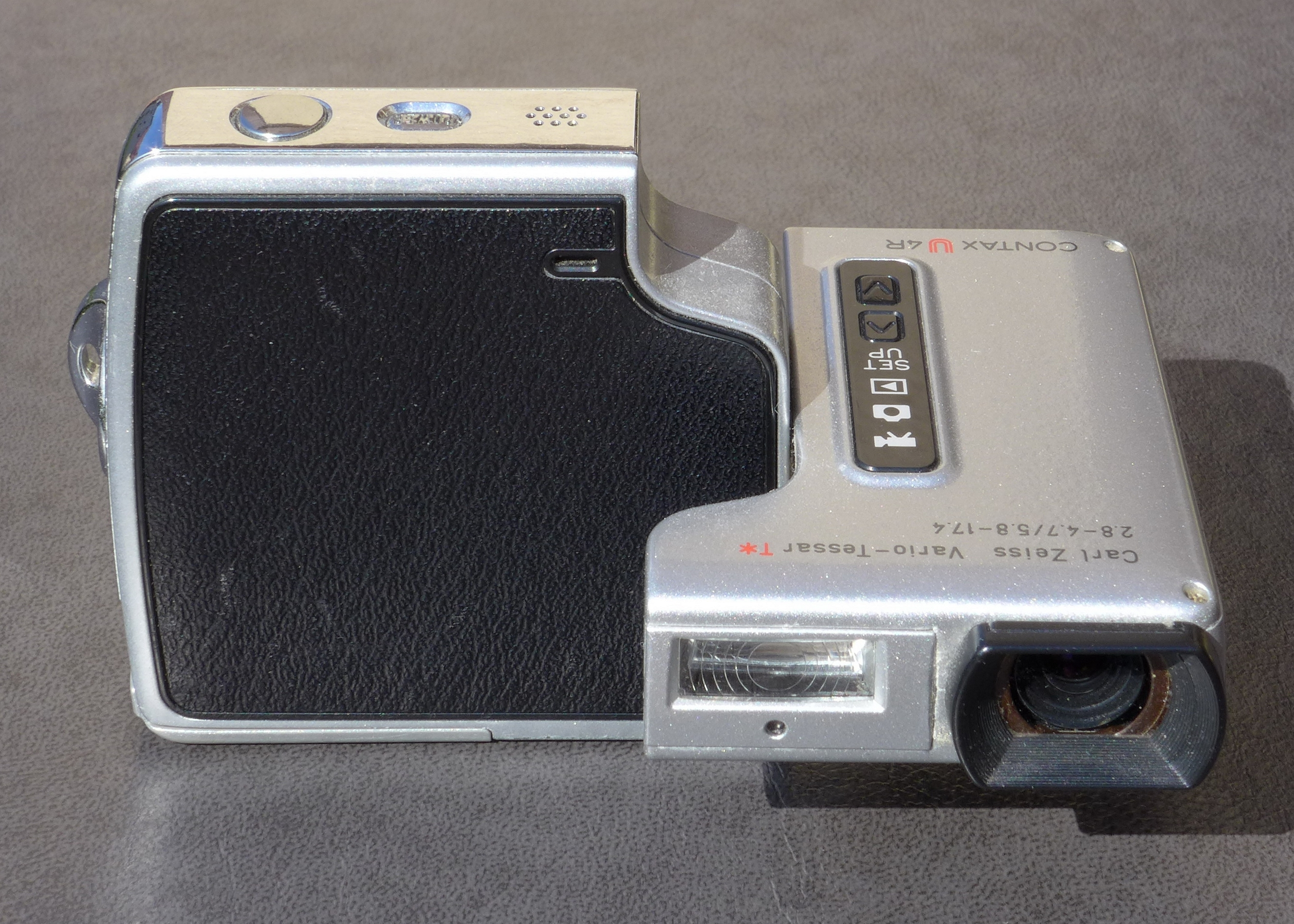
Contax U4R
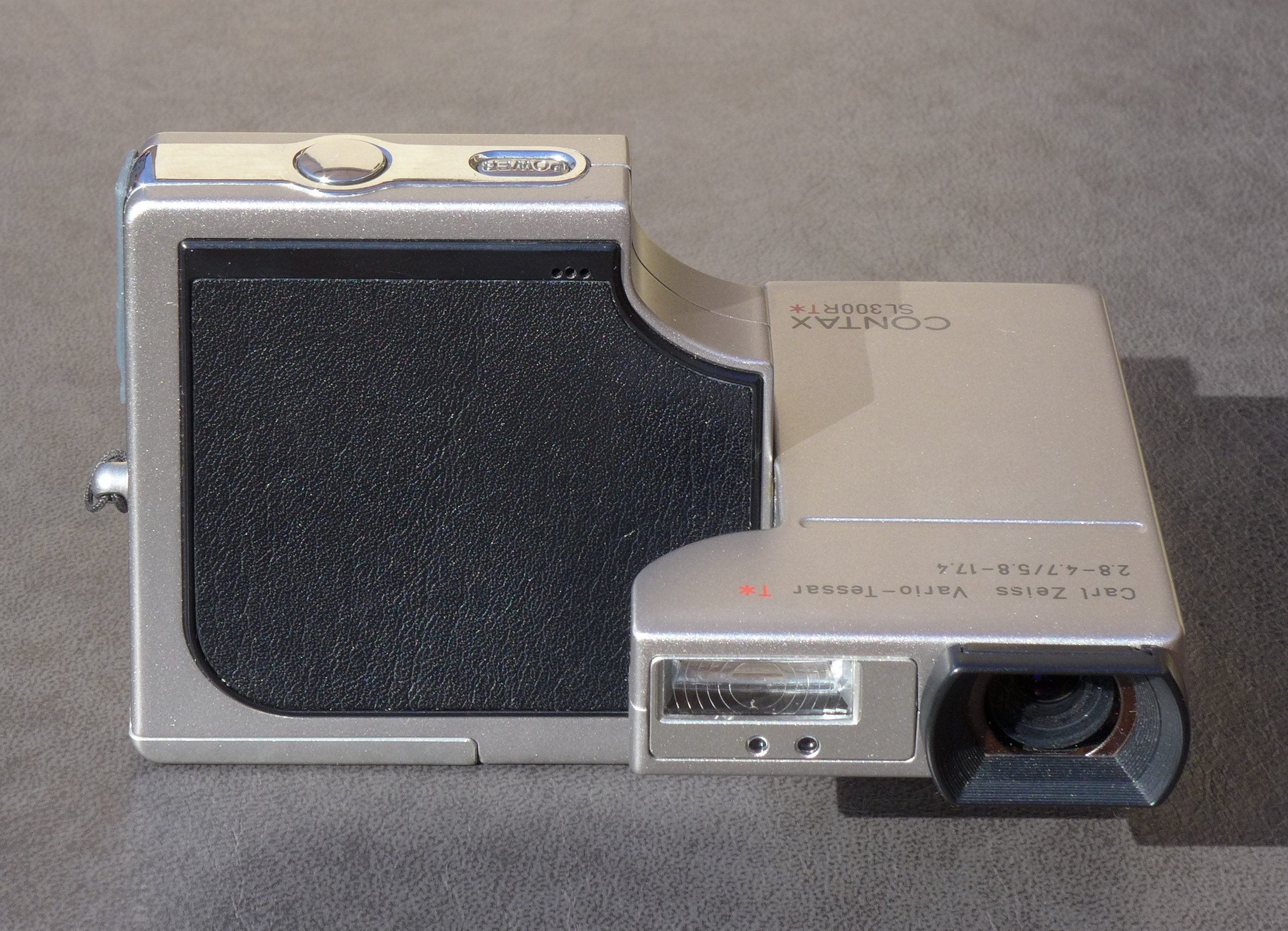
Contax SL300RT chrome
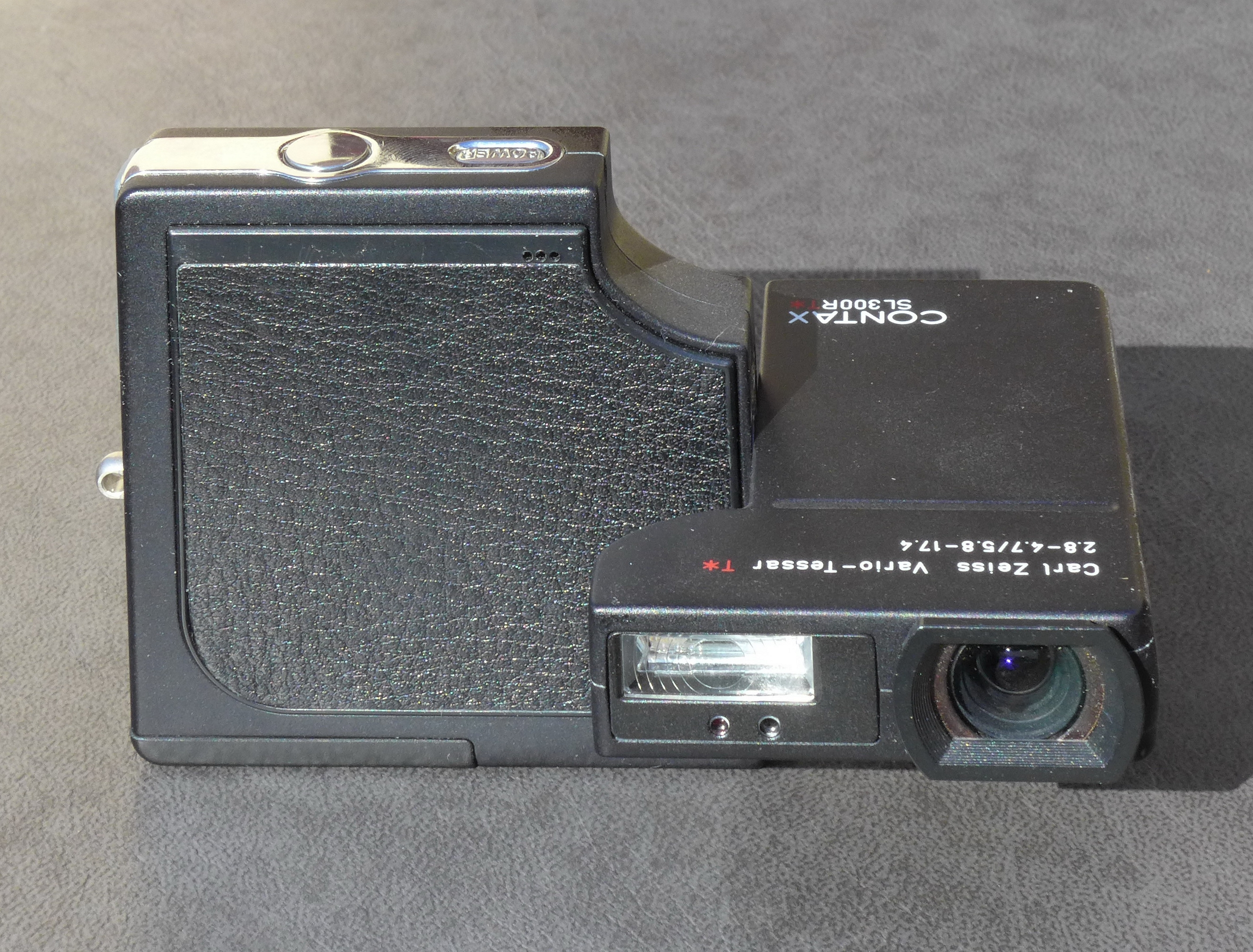
Contax SL300RT black

### 645

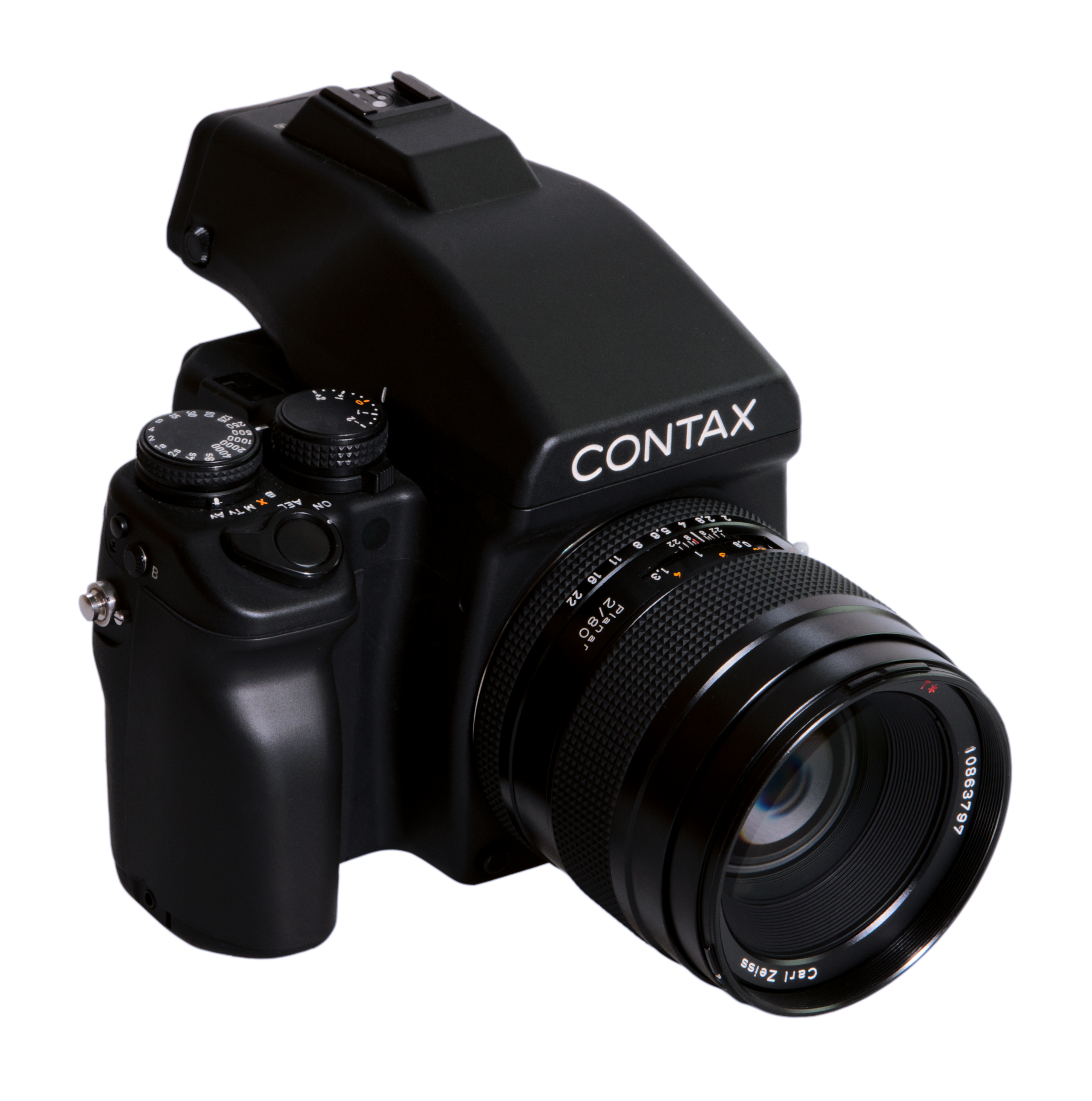
Contax 645

Una sortida del format de 35 mm, el Contax 645 era un sistema de SLR amb format autofocus, amb una gamma de lents Zeiss i pel·lícules i dors intercanviables digitals. Una de les seves característiques úniques va ser una pel·lícula equipada amb el sistema de buit originalment desenvolupat per a la rèplica RTSIII de 35 mm, que es va dir que augmentava la nitidesa mantenint la pel·lícula perfectament plana en el pla de focus. Mitjançant l'ús de l'adaptador 'MAM-1' produït per Contax, les lents de la sèrie V de Hasselblad incloent C, CF, CFE, CFI, F i FE també es poden muntar a Contax 645.
A més de 120 i 220 espatlles de format mitjà amb inserits de pel·lícula per a una càrrega ràpida, incloent l'esquena de buit anteriorment esmentada, i també una pel·lícula Polaroid / instantània, molts fabricants ofereixen una varietat d'espatlles digitals intercanviables per al sistema Contax 645:
- Imacon
- Fulla
- Kodak
- Jenoptik
- Sinar-Bron
- Megavision
- Phase One

### Sèrie N

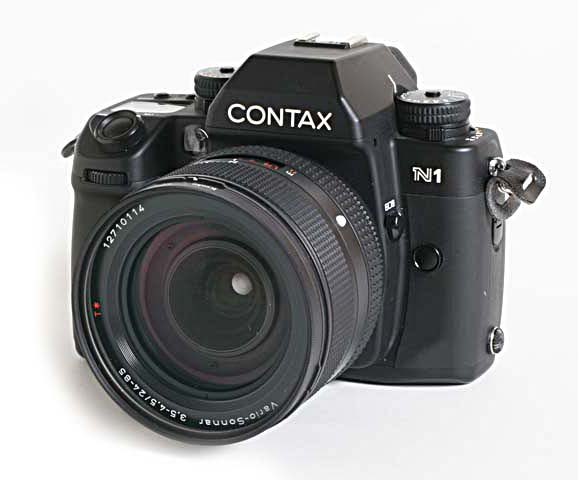
Contax N1

La sèrie Contax N va ser un sistema SLR autofocus de 35 mm, basat en un muntatge electrònic de bayoneta totalment nou que no era compatible amb les lents de muntatge anteriors de Contax C / Y. Es van realitzar tres models: el N1, el NX i el N Digital, un SLR digital primerenc.
El N Digital va ser una de les primeres càmeres digitals amb un sensor CCD de 24 x 36 mm. El Contax NX era el model prosumer de 35 mm per a protògrafs avançats i amateurs, mentre que el N1 estava dirigit als usuaris professionals. La sèrie va ser feta al Japó per Kyocera.
Els cossos de la sèrie N van utilitzar noves lents de muntatge N fabricades per Kyocera, amb obertura controlada electrònicament i enfocament automàtic. Es van produir nou lents per al muntatge, una barreja de primers i zooms. Contax va vendre un adaptador (NAM-1) que permetia que les lents del seu sistema de format mitjà de 645 s'utilitzessin en N cossos.

### Unitats de flaix electrònic
No totes les unitats flash de Contax són compatibles amb totes les càmeres. Hi ha essencialment tres grups de pistoles flash; els fabricats per al sistema G, els fabricats per les SLR primerenques (Yashica) i les per a les SLR posteriors (Kyocera).
Unitats de flaix disponibles inclòs (GNs declarat a ISO 100):
- TLA20 (GN 20)
- TLA30 (GN 30)
- TLA140 (GN 14) – unitat Molt compacta al principi dissenyada pel G1
- TLA200 (GN 20) – unitat de flaix Compacte al principi dissenyada per la Sèrie de G.
- TLA280 (GN 28)
- TLA360 (GN 36) – Més utilitzat amb PS opcional-220 Power Paquet Posa per reciclatge més ràpid.
- TLA480 (GN 48) – Bracket-sistema de flaix muntat que requereix PS de Paquet de Poder extern-120 per operació. També disponible, encara que molt rar, és un PS-130 AC de TLA Power Unitat (AC 100v 50/60 Hz) per ús d'estudi.
- RTF540 (GN 40) – Bracket-sistema, va pintar plafons, Unitat de Power de l'AC, Pila de Voltatge Alt i conjunts de Paquet de Poder estàndards. Hi hi havia una modificació tardana al RTF540 que va canviar la seva capacitat per incloure funcionalitat de TLA per ús amb càmeres més tardanes, via el RTF540 Adaptador de TLA; això era el RTF540T i podria ser reconegut per l'addició d'un símbol - la carta T en un cercle - al plat de número del serial a sota el cap de flaix.

Adaptadors de Metz SCA:
- SCA3802
- SCA3801
- SCA382 – Treballat amb les càmeres més velles, però no va transmetre ASA informació en el Contax 645, Aria, RX, AX N1, NX, i N càmeres digitals.

## Contax Òptica Intercanviable
Originalment dissenyat per ser una càmera del sistema, es van fer moltes lents per al Contax original, i aquesta tradició es va dur a terme per a tots els models amb lents intercanviables.

### Lents per als models originals de telèmetre
Tradicionalment, els fabricants de lents volen marcar la ubicació de l'empresa de forma visible en les seves lents. Per tant, des del començament de la fabricació de lents fins al final de la Segona Guerra Mundial, totes les lents Zeiss van ser marcades com "Carl Zeiss Jena". Des de la nova empresa òptica Carl Zeiss amb seu a Oberkochen, no es troba a Jena, els seus productes es caracteritzen simplement com "Carl Zeiss", mentre que la fàbrica original continuava utilitzant el marcatge "Carl Zeiss Jena". Durant els primers anys, Carl Zeiss d'Oberkochen va utilitzar el marcatge "Zeiss-Opton".
La sèrie original de lents per a Contax va ser principalment dissenys nous de Ludwig Bertele, sota el nom de Sonnar que anteriorment havia estat utilitzat per Contessa-Nettel. Aquestes lents es van desenvolupar principalment amb derivats Unar / Protar de dissenys marcadament asimètrics, amb la finalitat de mantenir el màxim contrast d'imatges mitjançant la reducció de la lluentor de la lent abans de l'era del recobriment superficial antireflectant, molts d'ells també oferint obertures de gran grandària. A part d'aquests, alguns dissenys existents també es van adaptar per utilitzar-los.
Les lents Contax I-III es van acabar inicialment en negre (per Contax I), però posteriorment en Chrome (per Contax II i III), i es van oferir en una àmplia gamma de longituds focals. Aquests inclouen el següent:
- Tessar 80/2.8 (no rangefinder coupled)
- Biogon 35/2.8 (per Ludwig Bertele)
- Biotar 40/2.0
- Biotar 42.5/2.0
- Tessar 50/3.5
- Tessar 50/2.8
- Sonnar 50/2.0 (1931 per Ludwig Bertele)
- Sonnar 50/1.5 (1932 per Ludwig Bertele)
- Sonnar 85/2.0 (1932/33 per Ludwig Bertele)
- Triotar 85/4.0
- Sonnar 135/4.0 (1932/33 per Ludwig Bertele)
- Panflex Tessar 135/4.0 (ca. 200 fet, aproximadament 10 lenses sabut per datar, per ser utilitzat amb prewar Panflex)
- Tele-Tessar 180/6.3
- Sonnar 180/2.8 (1936 per Ludwig Bertele), sovint cridat "Olympia-Sonnar"
- Tele-Tessar 300/8.0
- Sonnar 300/4.0
- Fernobjektiv 500/8.0

Una de les lents més importants per a Contax II i Contax III va ser el Sonnar 180 / 2.8, dissenyat per a fotògrafs esportius que cobrien els Jocs Olímpics de Berlín de 1936 que permetien una velocitat ràpida i que les lents més llargues també arribaven a una distància focal de 30 cm i 50 cm, amb el seu propi recinte mirall..
Zeiss també va desenvolupar algunes lents d'angle amplificador experimental / prototip que mai van veure el mercat, ja que eren 1) massa cars per a la producció, 2) el mercat no era apropiat. 3) eren incompatibles amb altres lents de la sèrie. Aquests eren:
- Sphaerogon 19/8.0 (50 lenses fet, només 2 va sobreviure per ara)
- Perimetar 25/6.3 (50 lenses fet, només 1 va sobreviure per ara)
- Dagor 25/8.0 (2 lenses fet, només 1 va sobreviure per ara)
- Topogon 25/4.5 (50 lenses fet, només 1 va sobreviure per ara)

Durant la guerra, CZ (Zeiss) va fer unes lents militars especials com Sonnar 1,5 / 9cm, Sonnar 1,5 / 12,5 cm, Biotar 2,0 / 13cm, 1,5 / 40cm (projecte UHU), encara molt rares construccions. Kriegsmarine i Luftwaffe també van exigir lents CZ i CZ per als seus Leicas i Robots.
Mentre que Jena continuava fent alguns objectius per a la contax de la prehistòria durant uns anys, també es feien lents per als models de postguerra construïts a Stuttgart, alguns eren de nous dissenys:
- Topogon 25/4.0
- Biometar 35/2.8
- Tessar 50/3.5 mont plegable
- Sonnar 50/2.0 mont rígid
- Sonnar 50/1.5 mont rígid
- Biotar 75/1.5
- Biometar 80/2.8 (només 5 lenses fet dins 1949)
- Sonnar 135/4.0
- Sonnar 180/2.8
- Sonnar 300/4.0
- Fernobjektiv 500/8.0

A més de refinar els dissenys existents, Carl Zeiss d'Oberkochen també va dissenyar noves lents per a la Contax IIa / IIIa de la postguerra:
- Biogon 21/4.0 (1951 per Ludwig Bertele, més tard treballant a Salvatge Heerbrugg, Suïssa)
- Biogon 35/2,8 va haver de refer per a cabre en el nou IIa i IIIa càmeres (habitació fosca més petita a causa de més gruixut dural lamells dins finestró)
- Planar 35/3.5
- Tessar 50/3.5 mont rígid
- Sonnar 50/2.0 mont rígid
- Sonnar 50/1.5 (multi coated)
- Sonnar 85/2.0 fet en ambdós alumini i cromar mont
- Tessar 115/3.5 (Panflex-Tessar per ser utilitzat amb Panflex)
- Sonnar 135/4.0

### Models de lents de Dresden-built SLR
Les lents per a les càmeres reflexes de la lent única de Contax construïdes a Dresden van utilitzar el muntatge del cargol M42X1mm, però a mesura que els dissenys existents s'introduïssin massa en el cos de la càmera, fent que el mirall giratori no pugui netejar la part posterior de les lents, es van fer una nova sèrie de lents per Carl Zeiss de Jena, i més endavant, Hugo Meyer de Görlitz també va ser contractat com el segon proveïdor oficial de lents originals. A continuació es mostra una llista de lents fetes per Carl Zeiss:
- Tessar 40/4.5
- Tessar 50/3.5
- Biotar 58/2.0
- Biotar 75/1.5
- Triotar 135/4.0
- Sonnar 180/2.8
- Sonnar 300/4.0
- Fernobjektiv 500/8.0

### Models de lents de Yashica/Kyocera-built
Les càmeres Contax construïdes amb Yashica / Kyocera van emprar una nova família de lents. Els noms d'aquestes lents generalment reflecteixen els dissenys i funcions:
- Distagon : Ample-angle retrofocus lenses.
  - F-Distagon : Peix-ull lenses.
  - PC-Distagon : ample-angle lenses amb característica de canvi per corregir convergència de perspectiva.
- Hologon I Biogon : no-retrofocus dissenys de lent d'angle ample.
- Planar : albors de longitud focals fixes de molt gran màxim aperture que gamma del medi ample-angles a curt telephotos.
- Sonnar I Tele-Tessar : telephoto lenses, i Tele-Apotessar i Aposonnar indicat apochromatic correcció.
- Vario-Sonnar : Zooms lenses.
- Makro-Sonnar I Makro-Planar : macro lenses per extrem proper-amunt feina, va basar en el Sonnar i dissenys Planars.
- Tessar : 4-element lenses de medi longitud focal, de vegades referit a com a "lent" Normal.
- Mutar : teleconverters.
- Mirotar : Mirall lents.

La majoria d'aquestes lents van ser marcades amb Trbit, referint-se al seu recobriment Trbit (pronunciat "Tee Star"), un procés de multi-revestiment Zeiss altament desenvolupat. El 'T' prové d'una paraula alemanya 'Tarnung', que significa 'camuflar', com fer invisible, usada aquí en referència a fer invisible la bengala.
Mentre que aquestes lents van ser dissenyades per Zeiss i fabricades compartides entre la divisió òptica de Zeiss i Yashica Tomioka, Zeiss va permetre cada vegada més a Tomioka assumir la responsabilitat de la seva fabricació.

#### Models de lents per SLR
Aquestes càmeres utilitzen el muntatge de la lent "C / Y", curtmetratge per a "Contax / Yashica": Yashica és el sistema SLR de marca de consum de gama baixa fabricat per Yashica / Kyocera que compartia el seu muntatge de lents amb els RXC de Contax. Les lents Zeiss a la muntura C / Y van venir en varietats AE o MM. Les lents de MM eren més recents, amb una configuració que permetia a la càmera seleccionar l'obertura com a part del seu sistema d'exposició automàtica, mentre que les lents AE més antigues no ho feien. Sovint, no hi havia diferència entre una AE més antiga i una lent MM més nova a part d'aquesta característica. De vegades, la lent d'AE antiga pot valer més en el mercat utilitzat perquè pot ser un exemple a Alemanya, mentre que la nova lent pot estar fabricada al Japó, malgrat que la seva fórmula òptica i la seva qualitat de construcció siguin idèntiques.
A més, amb l'ús d'un adaptador opcional (especial en ordre de Kyocera), les lents de la sèrie V de Hasselblad, incloent C, CF, CFE, CFI, F i FE també es poden utilitzar a les càmeres de muntatge Contax C / Y.
- Distagon T* 15/3.5 - Superwide lenses. This model had also been ordered by both Leitz and Nikon and was adapted to be used on their own SLR cameras.
- F-Distagon T* 16/2.8 - Fisheye lens.
- Distagon T* 18/4
- Distagon T* 21/2.8 – Noted for its unusual design and sharpness[cal citació].
- PC-ApoDistagon T* 25/1.4 - Prototype only.
- Distagon T* 25/2.8 - The initial production was a failure due to image softness, not just wide open, and Zeiss discreetly and successfully re-engineered the lens and it remains highly sought after.
- Distagon T* 28/2 – Noted for its lack of distortion. Nicknamed the "Hollywood" due to popularity for adaptation to movie cameras[cal citació].
- Distagon T* 28/2.8 Carl Zeiss T* Distagon F 2.8, 28mm
- Vario-Sonnar T* 28-70/3.5-4.5
- Vario-Sonnar T* 28-85/3.3-4
- Distagon T* 35/1.4
- Distagon T* 35/2.8

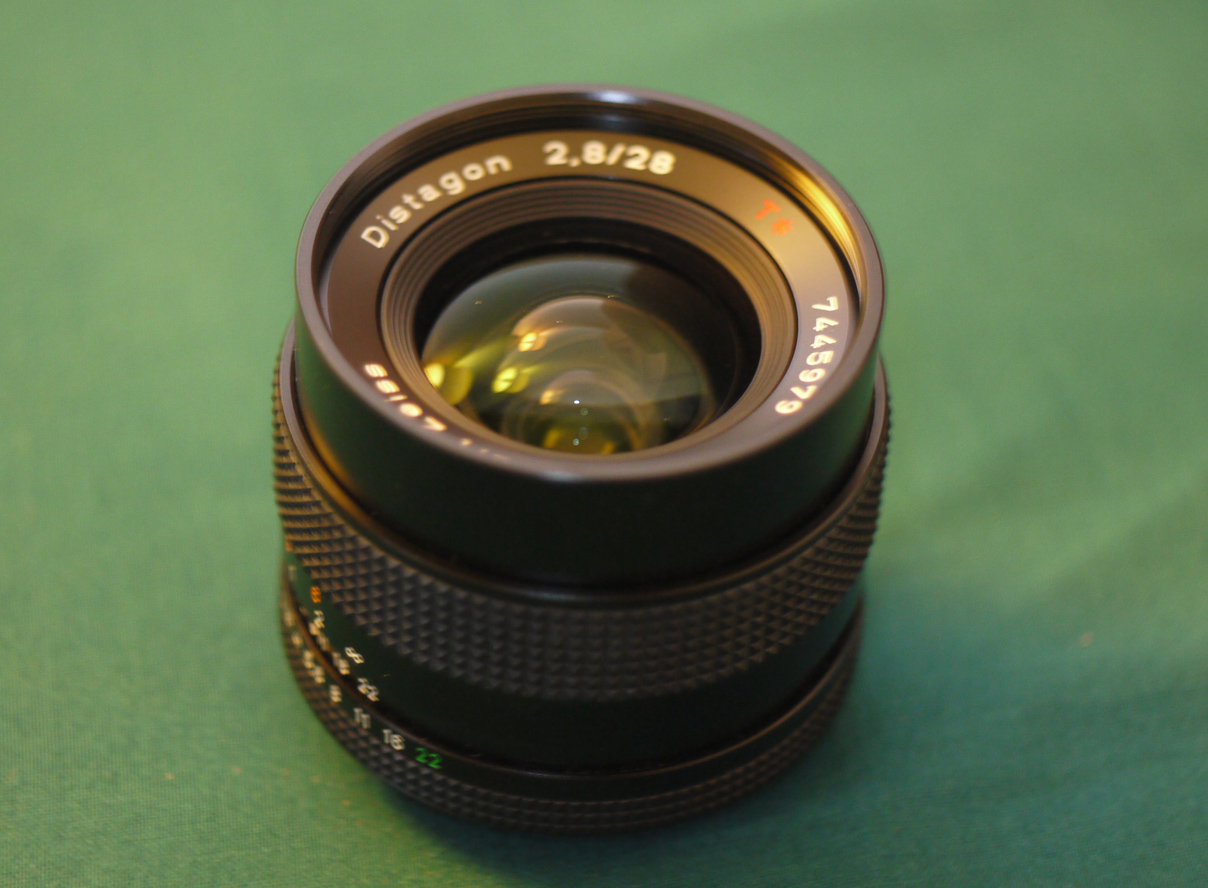
Carl Zeiss T* Distagon F 2.8, 28mm

- PC-Distagon T* 35/2.8 – Noted for its shift capabilities.
- Vario-Sonnar T* 35-70/3.4
- Vario-Sonnar T* 35-135/3.3-4.5
- Vario-Sonnar T* 40-80/3.5 - One of the two Germany-made zoom lens in the C/Y history.
- Tessar T* 45/2.8 – Noted for its unusual "pancake" design, being very thin and lightweight. 45mm f2.8 Tessar T* Pancake

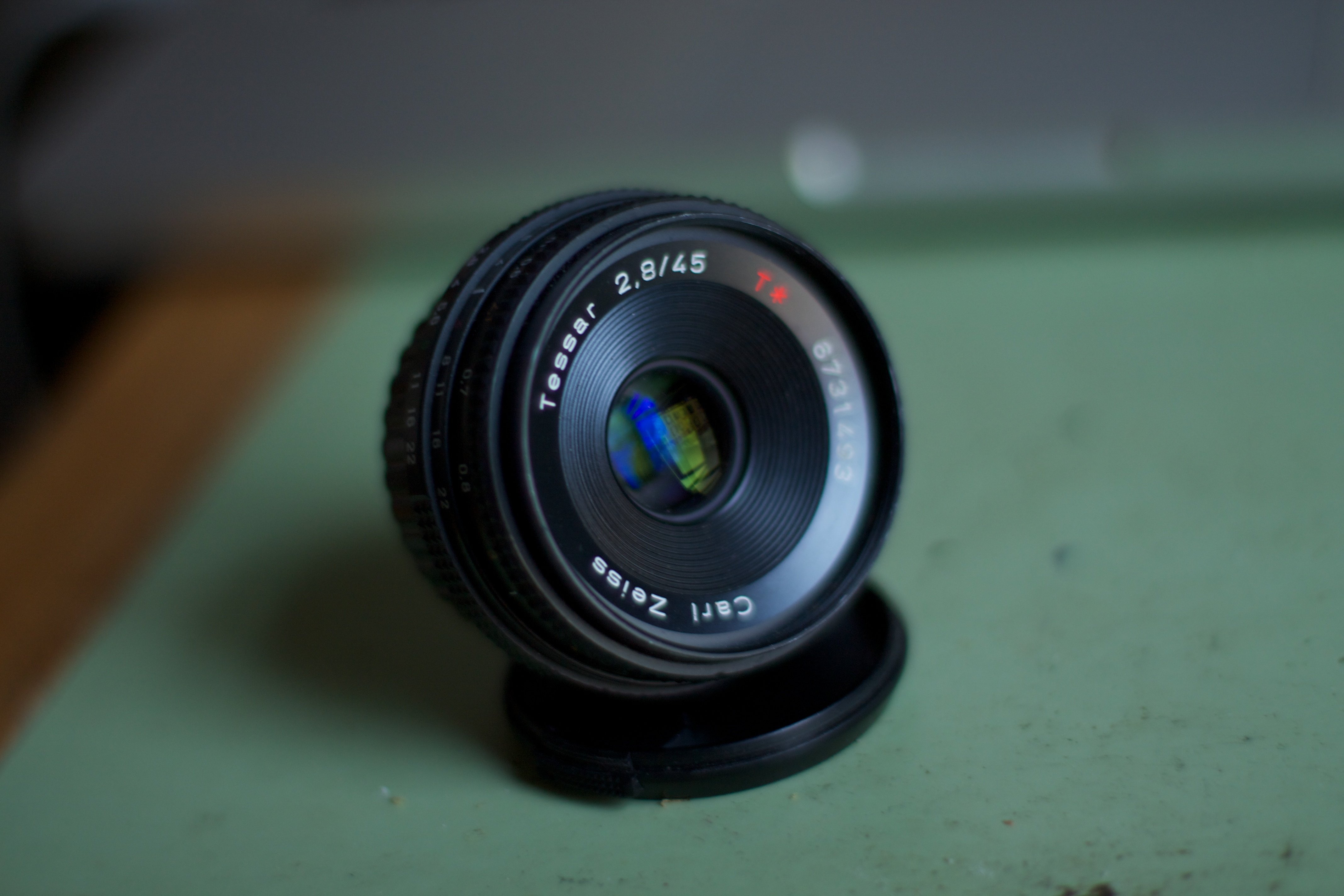
45mm f2.8 Tessar T* Pancake

- Tessar T* 45/2.8 – 100 years of Tessar design Anniversary version. Finished with titanium gold barrel similar to G-series lenses.
- Planar T* 50/1.7 – Noted for its sharpness[cal citació].

- Planar T* 50/1.4
- Planar T* 50/1.4 or versió xapada, va incloure amb el limitat "Daurat" Contax càmera de RTS
- Planar T* 55/1.2 – 100 anys de lent d'Aniversari de disseny Planar. Un total d'1,000 va ser produït (Fabrikationsbuch Photooptik III, Carl Zeiss Oberkochen).
- Makro-Planar T* 60/2.8 – Ofertes un més alt magnification proporció (1:1) que l'altre MM macro lenses.
- Makro-Planar T* 60/2.8 C - Havent-hi el mateix disseny òptic de M-P T* 60/2.8, però empaquetat en un tonell més petit que ofereix magnification proporció 1:2.
- S-Planar T* 60/2.8 – El tipus anterior de Makro-Planar T* 60 mm f/2.8 quin tenint la mateixa lent dissenya cadascú altre.
- Planar T* 85/1.2 - Contax 50 Aniversari d'anys lent (tipus d'AE). Un total d'1,500 va ser produït (Fabrikationsbuch Photooptik III, Carl Zeiss Oberkochen).
- Planar T* 85/1.2 - Contax 60 Aniversari d'anys lent (tipus de MM). Un total d'1,503 va ser produït (Fabrikationsbuch Photooptik III, Carl Zeiss Oberkochen).
- Planar T* 85/1.4
- Sonnar T* 85/2.8
- Planar T* 100/2
- Makro-Planar T* 100/2.8
- S-Planar T* 100/4 - Macro lent per utilitzar amb bellows.
- Sonnar T* 100/3.5
- Sonnar T* 135/2.8
- Planar T* 135/2 - tipus d'AE Estàndard lenses.
- Planar T* 135/2 - Contax 60 aniversari d'anys versió (tipus de MM).
- Sonnar T* 180/2.8
- Apo-Sonnar T* 200/2 – Anotat per la seva velocitat inusualment alta i un iris amb fulles extres per més llis bokeh i punts destacats més rodons, va dissenyar per retrat i feina de moda. Va venir amb un conjunt de gota-en filtres.
- Tele-Tessar T* 200/3.5
- Tele-Tessar T* 200/4.0
- N-Mirotar T* 210/5.6 Un més petit catadioptric lent amb un construït-dins imatge intensifier, donant-lo una velocitat eficaç de 0.00012. Segons alguns codis oberts, hi hi havia només 43 va fer.
- Vario-Sonnar T* 70-210/3.5 - Un de la dues Alemanya-lent de zoom fet en el C/Y història.
- Vario-Sonnar T* 80-200/4
- Tele-Apotessar T* 300/2.8 – Anotat per la seva agudesa i stratospheric preu.[cal citació]
- Tele-Tessar T* 300/4.0
- Vario-Sonnar T* 100-300/4.5-5.6
- Mirotar T* 500/lent de 4.5 Miralls desenvolupada en el Contarex era. Un element ordenat especial de Zeiss Alemanya.
- Mirotar T* 500/lent de 8 Miralls
- Tele-Apotessar T* 600/4 AE - Prototipus només però molts van ser fabricats; sigui partnered amb un bespoke 1.4x Tele-convertidor.
- Mirotar T* 1000/5.6 AE - lent de Mirall desenvolupada en el Contarex era. Un element ordenat especial de Zeiss Alemanya.
- Mutar Jo 2x teleconverter
- Mutar II 2x teleconverter de qualitat alta, va dissenyar a company amb llarg telephotos.
- Mutar III 1.4x teleconverter

#### Lents per G-sèries
Els models de Contax de la sèrie G utilitzen un muntatge de bayoneta únic que ofereix un mecanisme d'acoblament automàtic. Hologon va assenyalar que era l'única lent de focus manual i l'única lent fabricada a Alemanya en el cartell. A més, a banda de Hologon, totes les lents estan disponibles tant en colors de Titani d'Or (estàndard) com Negre (limitat).
- Hologon T* 16/8 – va Venir amb un òptic viewfinder, un cas i un filtre de centre per reduir vignetting. Anotat per la seva distorsió extremadament baixa. Va ser produït dins Alemanya.
- Biogon T* 21/2.8 – va Venir amb un òptic viewfinder i un cas.
- Biogon T* 28/2.8
- Planar T* 35/2
- Planar T* 45/2 – Anotat al temps del seu alliberament com la lent disponible més aguda per 35 mm fotografia[cal citació]
- Sonnar T* 90/2.8
- Vario-Sonnar T* 35–70/3.5–5.6

#### Lents per 645
Es van realitzar les següents lents per als sistemes Contax 645 que oferien una funció d'enfocament automàtic (a part de l'A-M-P 120/4 que era una lent de focus manual). A més, amb l'ús de l'adaptador MAM-1, també es poden utilitzar lents de la sèrie V Hasselblad, incloent C, CF, CFE, CFI, F i FE (enfocament manual).
- Distagon T* 35/3.5
- Distagon T* 45/2.8
- Distagon T* 55/3.5
- Vario-Sonnar T* 45–90/4.5
- Planar T* 80/2
- Apo-Makro-Planar T* 120/4 (lentde focus manuals)
- Sonnar T* 140/2.8
- Sonnar T* 210/4
- Tele-Apotessar T* 350/4
- Mutar 1.4× teleconverter

#### Lents per les sèries N
Es van realitzar les següents lents per als sistemes de muntatge N que oferien una funció d'enfocament automàtic. Amb l'ús de l'adaptador NAM-1, totes les lents dels sistemes "645" es poden muntar a les càmeres de la sèrie N que ofereixen una funció d'enfocament automàtic. Si s'utilitzen simultàniament els adaptadors NAM-1 i MAM-1 simultàniament, també es poden muntar càmeres de la sèrie N a les lents de la sèrie V de Hasselblad, incloent C, CF, CFE, CFI, F i FE (enfocament manual).
- Vario-Sonnar T* 17–35/2.8
- Vario-Sonnar T* 24–85/3.5–4.5
- Vario-Sonnar T* 28–80/3.5–5.6
- Planar T* 50/1.4
- Vario-Sonnar T* 70–200/3.5–4.5
- Vario Sonnar T* 70–300/4.0–5.6
- Planar T* 85/1.4
- Makro-Planar T* 100/2.8 - Aquesta versió va ser apareguda en el debut de N-sèries i mostrava dins algun primerenc N-sèries brochures únic. Potser mai hi hagi estat corrent dins producció de massa. Va ser dit el Makro-el disseny Planar no va ser ideal per cotxe-focus, així que sigui llavors ser reemplaçat pel disseny nou "Makro-Sonnar T* 100/2.8" abans que entrat a per concentrar producció.
- Makro-Sonnar T* 100/2.8
- Tele-Apotessar T* 400/4